# カンテレドラマナイト
『カンテレドラマナイト』は、関西テレビで2021年9月16日から毎週木曜未明（水曜深夜）の0:25 - 1:20(JST)に放送されているドラマ再放送枠である。2022年4月から当枠は火曜未明（月曜深夜）に枠移動した。

## 沿革
当時間帯では関西テレビ自社制作のトークバラエティ番組である『関ジャニ∞のジャニ勉』が放送されていたが、2021年7月1日をもって放送終了したため、当枠はドラマの再放送枠に転換されることとなった。
2021年7月8日から9月9日までは「恋する水曜日!」と題して『いつかこの恋を思い出してきっと泣いてしまう』がすでに再放送ドラマとして放送されていたが、9月16日より放送開始の『最高の離婚』から当枠名が使用されることとなった。

## 作品リスト
- 最高の離婚（2021年9月16日 - 11月25日）
- プラージュ～訳ありばかりのシェアハウス～（2021年12月9日 - 2022年1月13日）
- フリーター、家を買う。（2022年1月20日 - 3月31日）
- 妄想彼女（2022年3月29日 - 4月26日）
- シャーロック（2022年5月10日 - 8月9日）